# Podilymbus
O Podilymbus é um gênero de aves aquáticas que pertence à família Podicipedidae. Este gênero abriga espécies conhecidas popularmente como mergulhões, que se destacam por suas adaptações únicas ao ambiente aquático e por seu comportamento singular. Com uma distribuição principalmente nas Américas, essas aves têm sido objeto de estudo e admiração por parte de ornitólogos e entusiastas da natureza.

### Taxonomia e Classificação
O gênero Podilymbus é classificado na família Podicipedidae, que inclui outras aves aquáticas mergulhadoras. Este gênero é composto por duas espécies bem conhecidas: o Podilymbus podiceps, também conhecido como Mergulhão-caçador, e o Podilymbus gigas, conhecido como Mergulhão-de-atitlan. Ambas as espécies compartilham características morfológicas e comportamentais que os distinguem de outros grupos de aves.

### Características Morfológicas
Os membros do gênero Podilymbus possuem uma série de adaptações para a vida aquática. Eles têm corpos alongados, pescoços curtos e pernas localizadas na parte posterior do corpo. Essas adaptações anatômicas permitem que eles se movam com facilidade tanto na água quanto debaixo dela. Suas penas densas e impermeáveis garantem flutuabilidade e isolamento térmico.
Uma das características mais marcantes dessas aves é o formato de seus bicos. Os mergulhões têm bicos afilados e pontiagudos, ideais para a captura de presas aquáticas, como peixes e invertebrados. Além disso, eles possuem olhos vermelhos brilhantes, conferindo um aspecto único e distintivo.

### Comportamento e Habitat
Os membros do gênero Podilymbus são conhecidos por seus comportamentos de mergulho e natação. Eles são excelentes nadadores, capazes de mergulhar rapidamente em busca de alimento ou para escapar de predadores. Seus mergulhos podem ser impressionantemente profundos e duradouros, permitindo-lhes explorar as profundezas de lagos, lagoas e outras massas d'água.
Essas aves preferem habitats de água doce, como lagos, pântanos, rios e lagoas. Eles são frequentemente encontrados em áreas com vegetação aquática densa, onde podem se esconder, se alimentar e nidificar. A construção de ninhos flutuantes é uma característica distintiva dos mergulhões, permitindo-lhes adaptar-se às variações de nível da água.

### Conservação e Importância Ecológica
As espécies do gênero Podilymbus desempenham um papel crucial nos ecossistemas aquáticos. Como predadores de invertebrados e pequenos peixes, eles contribuem para o controle populacional de suas presas, ajudando a manter o equilíbrio do ecossistema. Além disso, essas aves também servem como indicadores da saúde dos habitats aquáticos, já que são sensíveis às mudanças ambientais e à poluição.
Apesar de sua importância ecológica, as populações de algumas espécies de mergulhões enfrentam desafios de conservação devido à perda de habitat, poluição e perturbação humana. A proteção de seus habitats e a conscientização pública sobre a importância dessas aves são fundamentais para garantir sua sobrevivência e contribuição contínua para os ecossistemas aquáticos.

### Conclusão
O gênero Podilymbus representa um grupo fascinante de aves aquáticas adaptadas a ambientes de água doce. Sua anatomia especializada, comportamento de mergulho e papel ecológico destacado fazem deles alvos interessantes de estudo e apreciação. A preservação dos habitats aquáticos e a conscientização sobre a importância dessas aves são essenciais para garantir que as espécies do gênero Podilymbus continuem a enriquecer nossos ecossistemas.